# 日本アイスホッケー連盟
公益財団法人日本アイスホッケー連盟（にほんアイスホッケーれんめい）は、日本国内においてアイスホッケー競技を統括する国内競技連盟である。

## 概要
1972年（昭和47年）に日本スケート連盟より独立した。国際アイスホッケー連盟にはスケート連盟時代の1930年より加盟している。
2011年9月1日、公益財団法人に移行。

## 歴代会長
- 両角政人（1972-1973）
- 堤義明（1973-2003）
- 冨田正一（2003-2009）
- 遅塚研一（2009-2011）
- 奥住恒二（2011-2013）
- 金子精司（2013-2015）
- 堀口卓司郎（2015-2015）
- 遅塚研一（2015-2017）
- 水野明久（2017-)
- 藤木幸太（2023[3]-)

## 主な大会
- 全日本アイスホッケー選手権大会
- 全日本女子アイスホッケー選手権大会
- 日本学生女子アイスホッケー大会
- 日本アイスホッケー連盟会長杯
- 全国社会人アイスホッケー選手権大会
- 全国高等学校アイスホッケー競技選手権大会
- 全国高等学校選抜アイスホッケー大会
- 全国中学校アイスホッケー競技会
- Jアイス・プレーオフ
  - Jアイス・ノース・ディビジョン
  - Jアイス・ノース・イースト・ディビジョン
  - Jアイス・イースト・ディビジョン
  - Jアイス・セントラル・ディビジョン
  - Jアイス・ウエスト・ディビジョン
  - Jアイス・サウス・ディビジョン
- 女子日本アイスホッケーリーグ（スマイルリーグ）

## 分裂騒動
同連盟は2013年秋に、役員の選出を巡って事実上執行部が二分され「分裂騒動」として話題になった。
元々のきっかけは、常務理事・強化本部長を務める坂井寿如が同年7月に突然解任されたこと。これに理事の選出権限を持つ評議員の一部が反発し、同年9月の役員改選では坂井支持派である評議員会が推薦する理事が5人当選した一方で、新会長に就任予定だった竹田恒治側の推薦理事が4人しか当選しないという事態になり、事実上理事会が分裂した。
当時会長だった奥住恒二側では「評議員会の推薦理事は、規約で定められている役員推薦委員会の承諾を受けていない」ことを理由に、評議員会の推薦理事の当選は無効だとして、スポンサーである高須克弥（高須クリニック院長）らと共に徹底抗戦すると主張。一方坂井支持派は11月2日に理事会を開き、内閣府公益認定等委員会から「9月の評議員会の決議内容に問題はない」との回答を得たとして、新執行部が正当な執行部であるという前提のもと、弁護士である塗師純子会長代行を中心に問題の収拾にあたる方針を示した。新執行部では「旧執行部の人間であろうと理事会に出席するのであれば受け入れる」との考えも明らかにした。
結局同年11月24日の臨時評議員会で、11月30日に理事会を開催して互選により会長以下の役員を選出する方針を内定、実際には12月7日に開かれた理事会で金子精司会長、中嶋正敬専務理事などの新執行部を選出した。これにより分裂騒動は終息するものと見られている。